# 托馬斯·福科特
托馬斯·福科特（法語：Thomas Foket；1994年9月25日—），比利時足球運動員，司職右後衛，現效力比利時職業聯賽球會安德列治。

## 俱樂部生涯
1994年9月25日出生於比利時布魯塞爾，2018年從比甲球隊亨克以350萬歐元的身價加盟蘭斯，成為了這支球隊的一員。
在來到法甲賽場的兩年，福科特成為了法甲聯賽最出色的右後衛之一。
在2019-20賽季，他作為蘭斯後防線的一員，幫助蘭斯成為了法甲聯賽防守最好，失球最少的球隊。

## 外部連結
- Soccerway資料庫：托馬斯·福科特
- Belgium stats （页面存档备份，存于） at Belgian FA